# Luka Marič (Fußballspieler, 2001)
Luka Marič (* 13. Juni 2001) ist ein slowenischer Fußballspieler.

## Karriere
Marič begann seine Karriere beim NŠ Mura. Im Juli 2019 stand er erstmals im Kader der Profis von Mura, zum Einsatz kam er aber nicht. Zur Saison 2020/21 wurde er an den Zweitligisten NKD Beltinci verliehen. Nach vier Einsätzen in der 2. SNL, in denen er drei Tore erzielte, kehrte er Ende August 2020 wieder zu Mura zurück. Dort debütierte er dann im September 2020 gegen den ND Gorica in der 1. SNL. Bis zur Winterpause absolvierte er zehn Partien in der höchsten slowenischen Spielklasse.
Im Februar 2021 wurde er an zweites Mal an Beltinci verliehen. In eineinhalb Jahren kam er dort zu 29 Zweitligaeinsätzen, in denen er achtmal traf. Zur Saison 2022/23 kehrte der Flügelstürmer nicht mehr nach Murska Sobota zurück, sondern wechselte nach Österreich zum Regionalligisten USV St. Anna.